# عرب شاملوف
عرب شاميلوف (بالكردية: Ә'rәб Шамилов) ويُعرف أيضًا باسم (بالكردية: Erebê Şemo) كان روائيًا وباحثًا كرديًا عاش في الاتحاد السوفيتي. وُلد في 23 كانون الثاني 1897 وتوفي عام 1978.

## بداية مسيرته المهنية
وُلد عرب شاميلوف في 23 كانون الثاني عام 1897 في قرية سوسوز، الواقعة في منطقة قارص، الواقعة حاليًا في شرق تركيا، لكنها كانت حينها جزءًا من الإمبراطورية الروسية. خلال الحرب العالمية الأولى، بين عامي 1914 و1917، عمل كمترجم للجيش الروسي. انضم إلى اللجنة المركزية للحزب الشيوعي الأرمني.
وفي عام 1931، بدأ نشاطه الأدبي في معهد لينينغراد للدراسات الشرقية، حيث ساهم في تطوير الأدب الكردي. وكان له دور بارز في عام 1927 في المساعدة على تطوير الأبجدية اللاتينية للغة الكردية. انضم شاميلوف إلى هيئة تحرير صحيفة رياتازة الكردية (وتعني "الطريق الجديد")، التي كانت تصدر في يريفان بين عامي 1930 و1937. وخلال إقامته في لينينغراد، التقى باللغوي الكردي قاناتي كوردو، وحرص على نشر أعماله باعتبارها وثائق مهمة حول اللغة الكردية في أرمينيا.

## الأعمال الأدبية
كان أول أعمال عرب شاميلوف وأكثرها شهرة هو قصة (بالكردية: Şivanê kurmanca) (الراعي الكردي)، التي نُشرت عام 1931. تُعد هذه الرواية، المستوحاة من سيرته الذاتية، وكانت أول رواية تُكتب باللغة الكرمانجية. تناولت الرواية طفولته كراعٍ، وكيف تطوّر مساره ليصبح شيوعيًا ويشارك في الثورة الروسية عام 1917.
وفي عام 1937، تعرّض شاميلوف للنفي بأمر من جوزيف ستالين، ولم يُسمح له بالعودة إلى أرمينيا إلا بعد مرور 19 عامًا، وذلك في عام 1956، عقب وفاة ستالين. في عام 1959، نشر عرب شاميلوف روايته الثانية بعنوان (بالكردية: Jiyana Bextewer) (الحياة السعيدة)، والتي تُرجمت لاحقًا إلى اللغة الأرمنية، ثم إلى الروسية في عام 1965. وفي عام 1966، أصدر رواية تاريخية بعنوان (بالكردية: Dimdim)، استوحاها من الحكاية الشعبية الكردية القديمة (بالكردية: Kela Dimdimê)، التي تروي ملحمة معركة قلعة دمديم. تُرجمت الرواية لاحقًا إلى اللغة الإيطالية تحت عنوان (بالإيطالية: Il castello di Dimdim) وتعني (قلعة دمديم). أما في عام 1967، فقد نشر في موسكو مجموعة من القصص الشعبية الكرمانجية، موثقًا بذلك جزءًا مهمًا من التراث الشفهي الكردي.

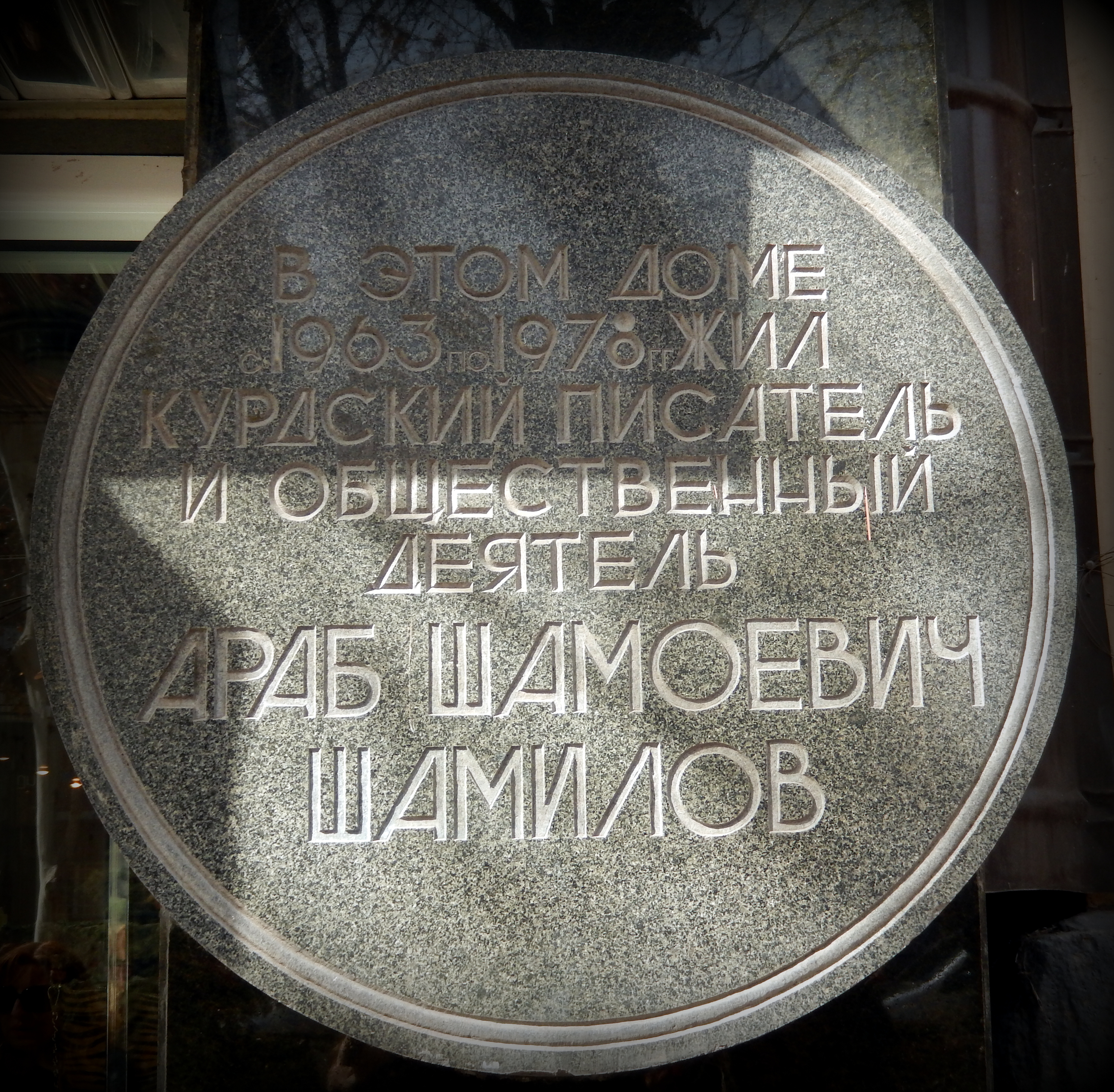
لوحة عرب شاملوف في شارع أبوفيان في يريفان.

## الكتب
1. Şivanê kurmanca أول رواية كردية.
2. Barbang (1958) (نُشر في يريفان بواسطة هايبيترات، 1959).
3. Jiyana Bextewer (1959) (إعادة الإصدار: دار نشر روجا نو، 1990، 253 ص.)
4. Dimdim (1966) (إعادة الإصدار: دار نشر روجا نو، 1983، 205 ص.)
5. Hopo (1969) (إعادة الإصدار: دار نشر روجا نو، 1990، 208 ص.)